# Давитаия, София Максимовна
София Максимовна Давитаия (1915 год, село Ахалсопели, Зугдидский уезд, Кутаисская губерния, Российская империя — неизвестно, село Ахалсопели, Зугдидский район, Грузинская ССР) — колхозница колхоза имени Берия Зугдидского района, Грузинская ССР. Герой Социалистического Труда (1951).

## Биография
Родилась в 1915 году в крестьянской семье в селе Ахалсопели Зугдидского уезда. После окончания местной сельской школы трудилась на чайной плантации колхоза имени Берия (с 1953 года — колхоз имени Ленина) Зугдидского района. За выдающиеся трудовые достижения по итогам 1948 года была награждена Орденом Трудового Красного Знамени.
В 1950 году собрала 6171 килограммов сортового зелёного чайного листа на площади 0,5 гектара. Указом Президиума Верховного Совета СССР от 1 сентября 1951 года удостоена звания Героя Социалистического Труда за «получение в 1950 году высоких урожаев сортового зелёного чайного листа и винограда» с вручением ордена Ленина и золотой медали «Серп и Молот» (№ 6183).
Этим же указом званием Героя Социалистического Труда были награждены бригадир Шалва Дзукуевич Чургулия, звеньевой Бабуши Самсонович Купуния, колхозницы Домника Ерастовна Бебурия, Жужуна Джуруевна Купуния, Феня Петровна Купуния, Дуня Петровна Макацария, Лонди Александровна Пажава, Люба Датаевна Сахокия, Валентина Ивановна Срибнова и Шура Теймуразовна Чачуа.
После выхода на пенсию проживала в родном селе Ахалсопели Зугдидского района. Дата смерти не установлена.
Награды
- Герой Социалистического Труда
- Орден Ленина
- Орден Трудового Красного Знамени (29.08.1949)
- Медаль «За трудовую доблесть» (19.07.1950)